# Contea di Bibb (Georgia)
La contea di Bibb (Bibb County in inglese) è una contea dello Stato della Georgia, negli Stati Uniti. La contea prende il nome dal governatore dell'Alabama William W. Bibb. Al censimento del 2000 la popolazione era di 153 887 abitanti. Il suo capoluogo è Macon.

## Geografia fisica
Lo United States Census Bureau certifica che l'estensione della contea è di 661 km², di cui 647 km² composti da terra e 14 km² composti di acqua.

## Infrastrutture e trasporti

### Strade
- Interstate 16
- Interstate 75
- Interstate 475
- U.S. Route 23
- U.S. Route 41
- U.S. Route 80
- U.S. Route 129
- State Route 11
- State Route 19
- State Route 22

## Contee confinanti
- Contea di Jones, Georgia - nord-est
- Contea di Twiggs, Georgia - est
- Contea di Houston, Georgia - sud
- Contea di Peach, Georgia - sud/sud-ovest
- Contea di Crawford, Georgia - sud-ovest
- Contea di Monroe, Georgia - nord-ovest

## Maggiori città
- Macon
- Lizella
- Payne

## Storia
La contea fu istituita il 9 dicembre 1822.